# Enhypnon laticeps
Enhypnon laticeps là một loài bọ cánh cứng trong họ Zopheridae. Loài này được Carter miêu tả khoa học năm 1919.